# Magnus von Rosen

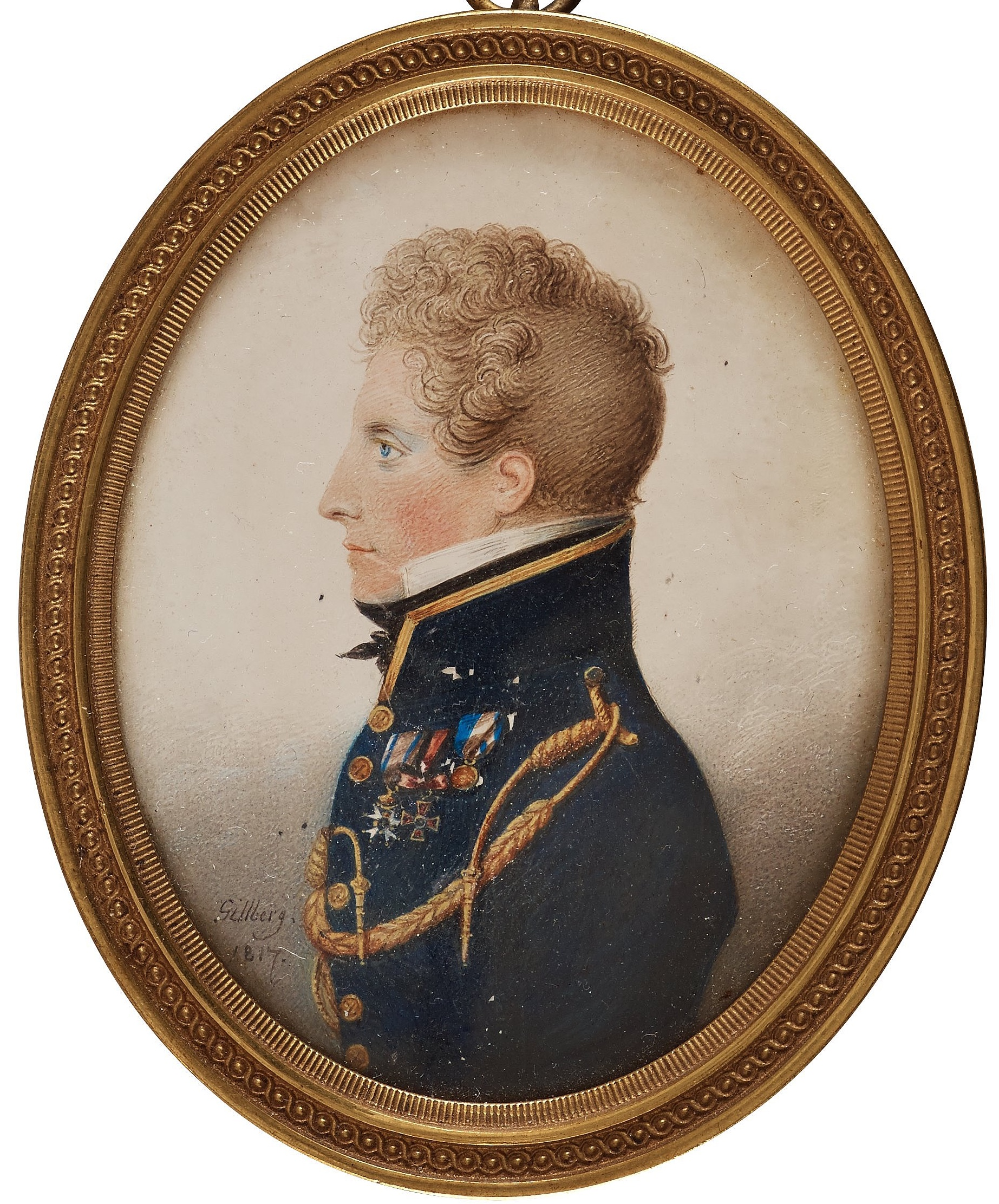
Magnus von Rosen iklädd uniform m/1810 för en kapten i Generalstaben, samt bärande på bröstet riddartecknen för Svärdsorden och Sankt Vladimirs orden samt medaljen För tapperhet i fält i guld. Målning från 1817 av Jacob Axel Gillberg.

Magnus von Rosen, född den 5 oktober 1792 i Stockholm, död den 30 januari 1852 i London, var en svensk greve, hovman, militär och tecknare. 

## Biografi
von Rosen blev kvartermästare vid Skånska husarregementet 1808, fänrik vid Bohusläns regemente 1809, löjtnant där 1812 samt kapten i generalstaben och regementet 1813. Han deltog i kriget i Tyskland och Norge 1813 och 1814 samt därunder i bataljerna vid Grossbeeren, Dennewitz och Leipzig samt Kjølbergs bro. von Rosen befordrades till major i generalstaben 1818, till överstelöjtnant där 1824, till överste där 1828 och till generaladjutant 1837. Han var chef för generaladjutantsexpeditionen för armén 1824–1837 och chef för Skaraborgs regemente 1837–1845. Sistnämnda år beviljades han avsked med tillstånd att kvarstå som generaladjutant i armén. von Rosen blev kabinettskammarherre 1827. Han tilldelades guldmedalj för tapperhet i fält 1813 samt blev riddare av Svärdsorden 1814 och riddare av Sankt Vladimirs ordens fjärde klass samma år.
Magnus von Rosen var son till landshövdingen Gustaf Fredrik von Rosen och Maria Juliana Wahrendorff. Han var vid sidan av sitt arbete verksam som tecknare och finns representerad med ett par teckningar vid Nationalmuseum i Stockholm. von Rosen är begraven i London.